# ARAKI
ARAKI（アラキ、1983年10月2日 - ） は、日本のソングライター、音楽プロデューサー。STOROBOY、BAVYMAISONのボーカリスト。千葉県佐倉市出身。

## 概要
2011年、STOROBOYを結成。結成後から全ての楽曲を無料配信し、80'sサウンドをダンス・ロックにミックスした独自のスタイルが業界内外で話題となり、正規音源未発売ながら2012年のSUMMER SONIC2012へ出演。その年、INNOVATOR内に自身のレーベルを設立しデビュー。
1st EP『STOROBOY』がタワーレコードのスタッフがお薦めの新進アーティストを選出する「タワレコメン」に選出。
翌年発売の2nd EP収録曲『VIRGIN』のMusic Videoは関和亮が監督を務める。
ARABAKI ROCK FEST.・METROPOLITAN ROCK FESTIVAL・JOIN ALIVE・BAYCAMPに出演するなど活動の幅を拡げるが3枚のEPを発売し解散。
2016年からは作家へ転向し、多数のアーティストへ楽曲提供を行っている。
2020年より、古き良きJ-POPを再構築するプロジェクト「J-POP REPRODUCTION」を自ら立ち上げ、総合プロデューサーとして制作を担当。これまでにギタリストの鈴木茂、サックスプレイヤーの竹上良成、音楽プロデューサーの鈴木Daichi秀行、ONIGAWARAなどが参加している。
2024年、アジア初のバーチャルモデル"imma"等を手掛けるAww.incのプロジェクト"ANOME"の音楽プロデューサーに就任。
2025年、立ち上げからプロデュースを手掛ける百円音盤がヤマハミュージックエンタテインメントホールディングスよりデビュー。

## 楽曲提供
いぎなり東北産
- 「真っ直ぐに、明日がある」 - （作詞・作曲・編曲）

伊礼彼方
- 「NEO POSITION」 - （作詞・作曲・編曲）

遠藤舞
- 「いつかの日々と今日の月」 - （作詞）
- 「モノクロ」 - （作詞）

大西亜玖璃
- 「はじまるウェルカム」 - （作詞）アニメ『新米錬金術師の店舗経営』OPテーマ

高野麻里佳
- 「夜更かして、午前2時」 - （作詞）
- 「LOVE&MOON」 - （作詞・作曲・編曲）アニメ『勇者パーティーを追放されたビーストテイマー、最強種の猫耳少女と出会う』EDテーマ

WEST.
- 「恋にて」 - （作詞・作曲・編曲）

たこやきレインボー
- 「プレイバックス」 - （作詞・作曲・編曲）

超特急
- 「サヨナラは雪のあとで」 - （作詞・作曲・編曲）

超ときめき♡宣伝部（ときめき♡宣伝部）
- 「ときめき♡宣伝部のVICTORY STORY」[注 1] - （共作詞）
- 「ドンフィクション」 - （作詞・作曲・編曲　※KOWARA[注 2]名義）ドラマ『こんな未来は聞いてない!!』主題歌
- 「Springood!」 - （作詞・作曲・編曲）

ばってん少女隊
- 「6STARS」 - （作曲）

針尾ありさ
- 「デリケートに好きして」 - （編曲）

Himika Akaneya
- 「Stereo Sunset（Prod.AmPm）」 - （作詞）アニメ『MFゴースト』EDテーマ
- 「SARANG」 - （作曲・編曲）
- 「Side U（Prod.AmPm）」 - （作詞）アニメ『MFゴースト』2nd Season EDテーマ
- 「Night Glory」 - （作曲・編曲）

藤井隆
- 「AIR LOVER」 - （作詞・作曲）

松井珠理奈
- 「Who are you?」 - （作曲・編曲）

三宅健
- 「100CANDLE」 - （作詞・作曲・編曲）[7]

和氣あず未
- 「2030」 - （作詞・作曲・編曲）
- 「僕たちはいつもさよならと言っている」 - （作詞・作曲・編曲）

A.B.C-Z
- 「Enamel Slow」 - （作詞・作曲・編曲）
- 「WAI WAI STAY」 - （作詞・作曲・編曲）
- 「Just Romantic!」 - （作詞・作曲・編曲）

BURNABLE/UNBURNABLE
- 「このままどこか」 - （共作曲）
- 「誰かのふりはもう飽きた」 - （共作詞・共作曲）
- 「オルゴールとダンボール」 - （共作曲）
- 「ふらふら」 - （共作詞・共作曲）
- 「リセット症候群」 - （共作曲)
- 「一日一日夜」 - （共作曲・編曲）
- 「S.O.S.」 - （共作詞・作曲・編曲）
- 「メーデー」 - （作曲・共編曲）
- 「朝露」 - （編曲）
- 「神漏美」 - （作曲・編曲）
- 「黒い犬」 - （共作曲・編曲）
- 「血のカルテ」 - （共作曲)
- 「レモネード」 - （作曲・編曲)
- 「逃げるユーフォリア」 - （共作曲)

IA
- 「HEADPHONE MISSILE」 - （作詞）

i☆Ris
- 「TIN TONE」 - （作詞・作曲）
- 「夢中グラフィティ」- （作詞）
- 「Summer Dude」 - （作詞・作曲・編曲）
- 「12月のSnowry」 - （作詞・作曲・編曲）
- 「Queens Bluff」 - （作詞・作曲・編曲）アニメ『賭ケグルイ双』EDテーマ

LinQ
- 「マイ・フェイバリット・ソング」 - （作詞）

Small Boys（西寺郷太 x 堂島孝平 x 藤井隆）
- 「Ookamic Surviver 2020」 - （作曲・共編曲）
- 「ハリウッド･レイディ、お前に」 - （共作詞・共作曲・編曲）

Zwei
- 「Don't cry!」 - （作曲）

アイカツプラネット!
- 「FLYING TIPS」 - （作詞・作曲）

テニスの王子様
- 仁王雅治「Pupinaccho」 - （作詞・作曲・編曲）
- 神尾アキラ「SPEEDER RUN」 - （作詞・作曲・編曲）
- ジャッカル桑原「LEAVE IT TO ME」 - （作曲）
- 真田弦一郎&柳生比呂士「FOOKEEN SONG」 - （作曲・編曲）
- 氷帝セツナティと立海海志漢「Rally Good Luck」（作詞）
- 大石秀一郎「BLUE」 - （作曲・編曲）

デジモンアドベンチャー02
- 高石タケル「Step High Step」 - （作詞・作曲・編曲）

青山オペレッタ
- 主題歌「目醒のカンパネラ」 - （作曲）
- 「夢の先finale」 - （作曲）

URADOL
- 「Bright」 - （作曲・編曲）
- 「Summer Vacation」 - （作曲・編曲）

## プロデュース
冥途ヶ原さらさ
- 「13日の月曜日」[8] - （作詞・作曲・編曲）

百円音盤
- EP『Choranbokeh』 - （全曲作詞・作曲・編曲）

柴山サリー
- 「ずっとあなたに会いたかった」 - （作詞・作曲・編曲）
- 「90's ～愛なんて知らないまま～」 - （作詞・作曲・編曲）
- 「ジェネレーション・ジャック」 - （作詞・作曲・編曲）
- 「マイ・ホップ・ステップ」 - （作詞・作曲・編曲）
- 「blinding memory」 - （作詞・作曲・編曲）
- 「青い街のいつか」 - （作詞・作曲・編曲）

## CM
- TVCM 「ラフォーレグランバザール2014 WINTER」（楽曲提供・ナレーション）